# San Miguel Cuesta Chica
San Miguel Cuesta Chica är en ort i Mexiko.   Den ligger i kommunen Cañada Morelos och delstaten Puebla, i den sydöstra delen av landet, 200 km öster om huvudstaden Mexico City. San Miguel Cuesta Chica ligger 2 413 meter över havet och antalet invånare är 258.
Terrängen runt San Miguel Cuesta Chica är kuperad åt sydost, men åt nordväst är den platt. Runt San Miguel Cuesta Chica är det ganska tätbefolkat, med 96 invånare per kvadratkilometer. Närmaste större samhälle är Maltrata, 11,9 km öster om San Miguel Cuesta Chica. Omgivningarna runt San Miguel Cuesta Chica är en mosaik av jordbruksmark och naturlig växtlighet.